# Victor Sonnemans
Victor Jean Marie Sonnemans (Brussel, 25 oktober 1874 - Schaarbeek, 3 oktober 1962) was een Belgische waterpoloër. 
Sonnemans maakte deel uit van het team dat in 1900 een zilveren medaille won bij de Olympische Spelen in Parijs.
Jean de Backer · 
Victor de Behr · 
Henri Cohen · 
Fernand Feyaerts · 
Oscar Grégoire · 
Albert Michant · 
Victor Sonnemans